# Lorenzova huť
Lorenzova huť (též Vavřincova huť) je bývalá hnědouhelná vysoká pec, jejíž zbytky se nacházejí u osady Drakov, při lesní silnici z Rejvízu na Vrbno pod Pradědem, na břehu Černé Opavy. Jedná se o jednu z posledních památek na rozmach železářství ve zdejším kraji. Je chráněna jako kulturní památka České republiky.

## Historie
Vysoká pec byla vystavěna někdy okolo roku 1807 a představovala součást závodu na výrobu a zpracování surového železa. Vystavěli ji bratři Krischové, nájemci biskupské pece v tehdejším Buchbergstalu (dnešní Železná). Ti ji spravovali patrně přes pronajaté železárny vratislavského biskupství. V roce 1822 se buchbergstálská pec dostala do pronájmu Harrachů a s ní i tato huť. Podle dochovaných zpráv byla tehdy již ve velmi špatném stavu. V roce 1836 již stálo jen několik opuštěných domů, k definitivnímu zániku huti došlo na přelomu 20. a 30. let 19. století. V roce 1853 je zmiňováno pouze torzo ohrožující cestu z Mnichova na Rejvíz a Horní Údolí.
Z bývalé významné hutnické oblasti v podhůří Jeseníků (severní Morava a západní Slezsko) se do současnosti nedochovaly téměř žádné železářské stavby. V polovině 20. století byly zlikvidovány stavby v Železné, Bedřichově a Staré Vsi u Rýmařova, po razantních přestavbách a adaptacích ztratily svoji historickou hodnotu i objekty v Ludvíkově a Sobotíně. Torzo Lorenzovy hutě tak představuje patrně poslední pozůstatek železářství v oblasti.
V roce 2005 na podnět Spolku Přátel Vrbenska zahájil Moravskoslezský kraj práce na záchraně pece.